# Perro belga de tracción
El mastín belga (en francés: Chien de trait belge), también conocido como perro de tiro belga o perro de tiro flamenco, es una de raza de perro extinto de Bélgica. Una vez que la raza estuvo considerada extinta, este fue sacado de la lista de razas reconocidas de FCI.

## Aspecto

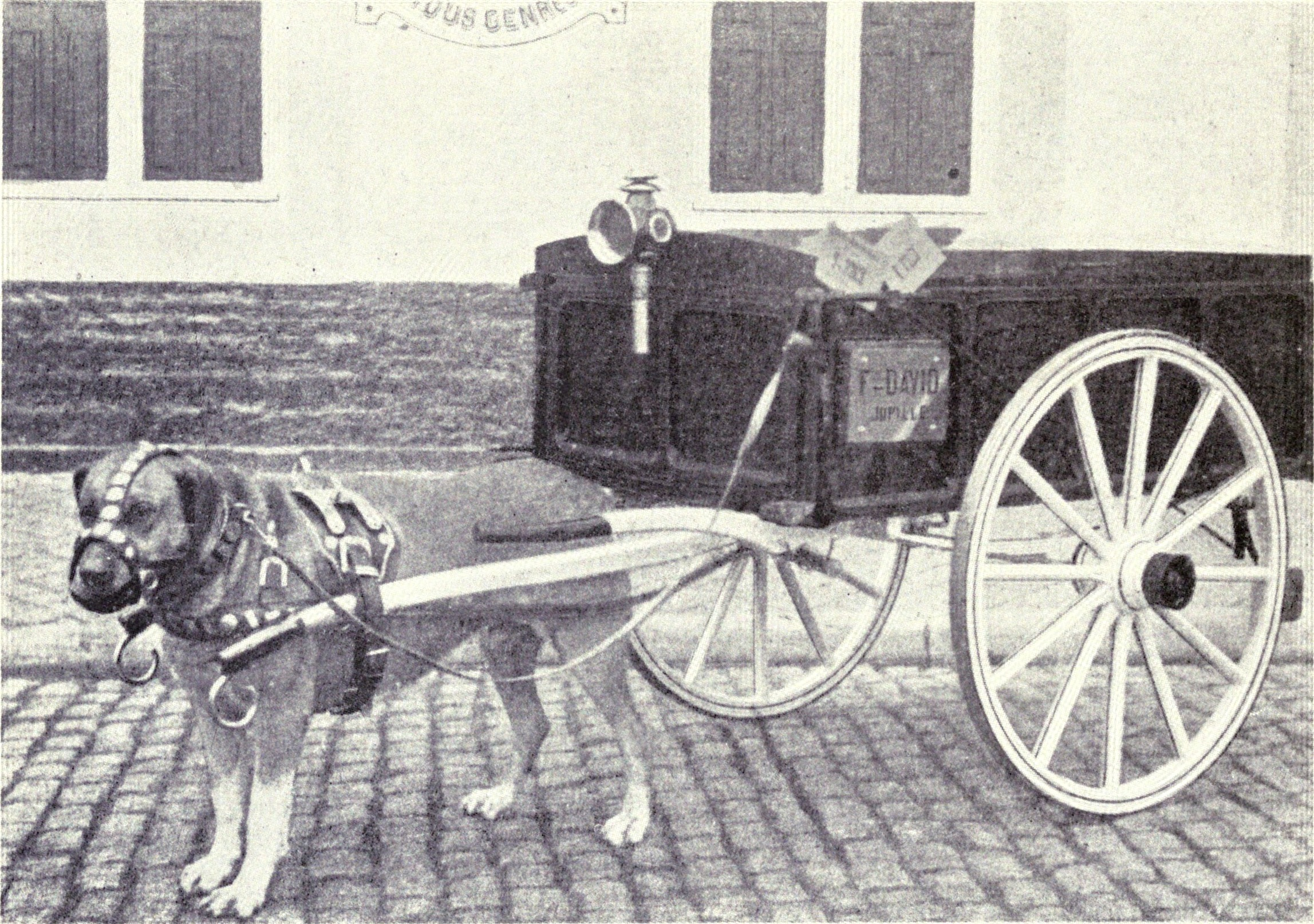
Perro de tracción, 1915

El perro belga de tracción era un perro grande, musculoso, con huesos y cabeza grandes. Solía medir unos 78 cm de altura y pesaba una media de 50 kg. Su pelaje era corto y liso, el color moteado y estriado, a veces tricolor, a veces con regiones blancas y una máscara negra. Tenía una cabeza grande con un hocico grande y orejas en parte pendulares. Se usaba principalmente como perro de tiro y como perro guardián. Era conocido para su docilidad y obediencia.

## Historia
Poco se sabe sobre la ascendencia del mastín belga, excepto que se cree que desciende de los mastines franceses introducidos en los Países Bajos en algún momento de la historia. La raza estaba presente en los territorios de  Bélgica y los Países Bajos tirando de carritos, a menudo entregando leche, mantequilla, carnes y verduras.
La raza fue estandarizada en 1895 y el primer club de cría se formó en 1911. La disminución de la raza empezó durante Primera Guerra Mundial debido a que fueron utilizados por el Ejército belga como perros de tiro ante la invasión alemana de Bélgica. La progresiva industrialización, volviendo obsoleto su papel como perro de tiro, Y su uso durante la Segunda Guerra Mundial provocaron su extinción a mediados del siglo XX. Algunos especímenes, aun así, podrían haber sido vistos en 1960 y 1970.

## Legado
En 1915 el escritor estadounidense Walter Alden Dyer escrivió una novela llamada Pierrot, perro de Bélgica con un mastín belga como protagonista.
Desde principios del siglo XXI se están haciendo esfuerzos para recuperar la raza a través de un programa llevado a cabo entre la asociación De Belgische Mastiff, la Royal Society Saint Hubert y el comité científico de la Royal Kynological Union Saint Hubert.